# RASL12
RASL12 (англ. RAS like family 12) – білок, який кодується однойменним геном, розташованим у людей на 15-й хромосомі. Довжина поліпептидного ланцюга білка становить 266 амінокислот, а молекулярна маса — 29 662.
| 10         |  | 20         |  | 30         |  | 40         |  | 50         |
| ---------- |  | ---------- |  | ---------- |  | ---------- |  | ---------- |
| MSSVFGKPRA |  | GSGPQSAPLE |  | VNLAILGRRG |  | AGKSALTVKF |  | LTKRFISEYD |
| PNLEDTYSSE |  | ETVDHQPVHL |  | RVMDTADLDT |  | PRNCERYLNW |  | AHAFLVVYSV |
| DSRQSFDSSS |  | SYLELLALHA |  | KETQRSIPAL |  | LLGNKLDMAQ |  | YRQVTKAEGV |
| ALAGRFGCLF |  | FEVSACLDFE |  | HVQHVFHEAV |  | REARRELEKS |  | PLTRPLFISE |
| ERALPHQAPL |  | TARHGLASCT |  | FNTLSTINLK |  | EMPTVAQAKL |  | VTVKSSRAQS |
| KRKAPTLTLL |  | KGFKIF     |  |            |  |            |  |            |

A: Аланін

C: Цистеїн

D: Аспарагінова кислота

E: Глутамінова кислота

F: Фенілаланін

G: Гліцин

H: Гістидин

I: Ізолейцин

K: Лізин

L: Лейцин

M: Метіонін

N: Аспарагін

P: Пролін

Q: Глутамін

R: Аргінін

S: Серин

T: Треонін

V: Валін

W: Триптофан

Задіяний у такому біологічному процесі, як альтернативний сплайсинг. 
Білок має сайт для зв'язування з нуклеотидами, ГТФ. 